# Србија на Летњим параолимпијским играма 2024.
Србија ће учествовати на Летњим параолимпијским играма 2024. у Паризу у Француској од 28. августа до 8. септембра. То ће бити пето узастопно учешће као самостална држава. Србија је непрекидно учествовала на свим Летњим параолимпијским играма од 2008. године.

## Учесници по спортовима
| Спорт       | Мушкарци | Жене | Укупно |
| ----------- | -------- | ---- | ------ |
| Атлетика    | 5        | 1    | 6      |
| Паракану    | 1        | 0    | 1      |
| Стрељаштво  | 4        | 0    | 4      |
| Стони тенис | 1        | 2    | 3      |
| Теквондо    | 1        | 2    | 3      |
| 5 спортова  | 12       | 5    | 17     |

## Атлетика
Догађаји на стази
| Атлетичарка   | Дисциплина | Квалификације | Квалификације | Финале   | Финале  |
| Атлетичарка   | Дисциплина | Резултат      | Пласман       | Резултат | Пласман |
| ------------- | ---------- | ------------- | ------------- | -------- | ------- |
| Сашка Соколов | 100 м      | 12.54         | 3             | 12.56    | 5       |
| Сашка Соколов | 200 м      |               |               |          |         |

Догађаји на трави
| Атлетичарка         | Дисциплина    | Квалификације | Квалификације | Финале   |
| Атлетичарка         | Дисциплина    | Резултат      | Пласман       | Резултат |
| ------------------- | ------------- | ------------- | ------------- | -------- |
| Жељко Димитријевић  | Бацање палице |               |               |          |
| Филип Граовац       | Бацање палице |               |               |          |
| Александар Радишић  | Бацање палице |               |               |          |
| Стефан Димитријевић | Бацање кугле  | 14.60         |               | 6        |
| Небојша Ђурић       | Бацање кугле  | 11.98         |               | 2        |
| Небојша Ђурић       | Бацање диска  |               |               |          |
| Сашка Соколов       | Бацање кугле  | 9.39          |               | 10       |
| Сашка Соколов       | Бацање копља  |               |               |          |